# Dolly Dagger
Singles de Jimi Hendrix
Freedom
(1971) Johnny B. Goode
(1972)
Pistes de First Rays of the New Rising Sun
Room Full of Mirrors
(5) Ezy Ryder
(7)
Dolly Dagger est une chanson de Jimi Hendrix parue après sa mort le 9 octobre 1971 dans l'album Rainbow Bridge, le 23 octobre 1971 en single, et enfin en 1997 dans l'album First Rays of the New Rising Sun.
Couplé avec en face B une version studio de l'hymne américain (devenu mythique à Woodstock) enregistré seul en multipiste, le single se classe 74e aux États-Unis, ce qui en fait le dernier single d'Hendrix à figurer dans les classements.
Elle est l'une des chansons de l'album First Rays of the New Rising Sun à être complètement achevée du vivant de l'artiste. Une sortie en single avec Night Bird Flying était planifiée mais a été annulée avec la mort de l'artiste, et ne sortira qu'en 1997.

## Genèse et enregistrement
Début août 1969, avant le concert au festival de Woodstock, le guitariste s'est installé avec sa nouvelle formation Gypsys Sun & Rainbows à Shokan House pour répéter en vue du concert au festival de Woodstock. Un matin, le bassiste Billy Cox, installé dans le patio, joue une ligne de basse, ce qui attire l'attention de Jimi qui descend de sa chambre pour le rejoindre avec sa guitare. "Il avait pratiquement écrit le début du riff et j'ai apporté la fin, explique Cox. Et Dolly Dagger était né". Une fois les paroles écrites, la première démo est mise en boîte le 29 novembre 1969 par la nouvelle formation de Jimi, Band of Gypsys, composé du bassiste Billy Cox et du batteur Buddy Miles.
Mais ce n'est que lors de la séance du 1er juillet 1970 que la chanson commence à être enregistrée. La séance commence avec Billy Cox et le percussionniste Juma Sultan. Tous trois travaillent sur la structure de la chanson. Puis le trio est rejoint par le batteur Mitch Mitchell (remplaçant de Buddy Miles) et la piste de base de la chanson est enregistrée à la dix-neuvième prise. Deux semaines plus tard le 15 juillet, Jimi enregistre de nouvelles parties de guitares et pose le chant principal, puis fait de nouveaux ajouts quatre jours plus tard suivi d'une première tentative de mixage (en vain). Le lendemain, Mitch enregistre de nouvelles parties de batterie.
Après l'interprétation de la chanson lors des concerts du 30 juillet sur l'île de Maui dans le cadre du film Rainbow Bridge, et du 1er août à Honolulu, Jimi retravaille la chanson en studio le 14 août en faisant de nouveaux ajouts et effectuer un nouveau mixage. La dernière séance d'enregistrement de la chanson se déroule quatre jours plus tard le 18 août durant laquelle le guitariste effectue de nouvelles prises de guitare solo et fait enregistrer les frères Arthur et Albert Allen (Ghetto Fighters) aux chœurs. Par la suite, deux tentatives de mixage ont lieu les 20 et 22 août qui ne satisfont pas Jimi.
La séance du 24 août permet de finaliser la chanson. Durant la séance, Jimi corrige certaines parties de guitare, tandis que Billy enregistre une nouvelle piste de basse saturée, avant d'effectuer le mixage final réalisé par le guitariste et l’ingénieur de son Eddie Kramer assistés par le bassiste. Dolly Dagger est ensuite mastérisée deux jours plus tard le 26 par Bob Ludwig au Sterling Sound assisté de Jimi et de Eddie juste avant la fête d'inauguration des studios Electric Lady qui a lieu le même jour. La chanson est prévue de sortir en single (avec en face B Night Bird Flying) qui est finalement annulée avec la mort de l'artiste. Dolly Dagger est l'exemple de chanson que le guitariste a réussi à terminer avant sa mort et dont il était content du résultat. Après sa mort, l'ingénieur du son Eddie Kramer s'inspirera du mixage de cette chanson pour remixer les chansons posthumes.

## Analyse
Les biographes s'accordent sur le fait que Dolly Dagger fait allusion à l'une des maîtresses de Hendrix, Devon Wilson, qu'il avait rencontré lors d'une soirée à Los Angeles en 1967. Jeune afro-américaine d'une vingtaine d'années, elle était l'une des groupies les plus célèbres et convoitées de la scène rock avant de fréquenter le guitariste. Tout en se plaisant à rester aux côtés de Hendrix, la jeune femme était également sensible aux charmes des autres musiciens, en particulier Mick Jagger.
Le soir du 27 novembre 1969 dans l'appartement d'un ami de Hendrix, Deering Howe, lieu de rencontre des rock stars, le guitariste surprend sa maîtresse dans les bras de Mick Jagger. La chanson (traduite par "Dolly Poignard") raconte le sorte de jeu d'amour et de hasard auquel s'exerce Devon quand elle s'est mise à sucer le doigt en sang de Mick qui s'est coupé sous les yeux de Jimi,.
Musicalement, Dolly Dagger est un rock funky, radicalement différent de ce que proposait The Jimi Hendrix Experience. La basse de Billy Cox y joue un rôle nettement plus important que par le passé avec Noel Redding, bassiste de Jimi jusqu'en 1969. Le thème de l'introduction qui revient régulièrement dans la chanson montre  la basse (exceptionnellement saturée via une fuzz box) double la guitare de Jimi Hendrix, technique déjà régulièrement pratiquée au cours de l'expérience Band of Gypsys. Contrairement à Redding, Billy joue régulièrement des transitions aux moments clés du titre, jouant un rôle similaire aux breaks de batterie. Au-delà du style, Dolly Dagger montre aussi le regain de créativité de Jimi en tant qu'auteur-compositeur. Il en existe deux versions live, soundboard toutes les deux.

## Parution et interprétations en concert
Prévue à l'origine sur le prochain album de Jimi Hendrix First Rays of the New Rising Sun (qui ne sortira qu'en 1997), le manager Michael Jeffery décide de changer les plans et décide d'écarter Dolly Dagger du premier album posthume The Cry of Love (mars 1971) au profit du second album posthume intitulé Rainbow Bridge qui sort en octobre 1971. Pour la réalisation de ce second album, le manager s'est vu obligé contractuellement par Reprise Records de réaliser la bande son du documentaire Rainbow Bridge qui montre les concerts du Jimi Hendrix Experience (avec Bily Cox et Mitch Mitchell) sur l'île de Maui le 30 juillet 1970. Ainsi, le manager va contourner la demande, car, bien qu'étant étiqueté "Bande originale", l'album ne comporte aucun enregistrement issu du film.
Néanmoins, la plupart des chansons de l'album posthume Rainbow Bridge apparaissent bien dans le film homonyme du concert. En 2020, les chansons interprétées par Hendrix pendant le tournage du documentaire sont publiées sur le double album Live in Maui, dont Dolly Dagger, qui a ouvert le deuxième set.
Entre juillet et septembre 1970, Hendrix joue occasionnellement Dolly Dagger lors de la tournée The Cry of Love. Une version enregistrée au Festival de l'île de Wight en 1970 a été incluse sur l'album Blue Wild Angel: Live at the Isle of Wight (2002). Dans une critique pour AllMusic, Sean Westergaard a noté qu'"une grande partie du nouveau matériel était sous-répétée pour le concert, donnant à certaines des nouvelles chansons comme Dolly Dagger plus une sensation d'improvisation".

## Personnel
- Jimi Hendrix : chant, guitare
- Billy Cox : basse
- Mitch Mitchell : batterie
- Juma Sultan : percussions
- The Ghetto Fighters : chœurs
- Eddie Kramer : ingénieur du son (assistés par Dave Palmer et Kim King)